# Papuogryllacris
Papuogryllacris är ett släkte av insekter. Papuogryllacris ingår i familjen Gryllacrididae.
Kladogram enligt Catalogue of Life:
| Papuogryllacris | \| \| Papuogryllacris adoxa \| \| \| \| \| \| Papuogryllacris armata \| \| \| \| \| \| Papuogryllacris biroi \| \| \| \| \| \| Papuogryllacris circumdata \| \| \| \| \| \| Papuogryllacris diluta \| \| \| \| \| \| Papuogryllacris dimidiata \| \| \| \| \| \| Papuogryllacris doriae \| \| \| \| \| \| Papuogryllacris gestri \| \| \| \| \| \| Papuogryllacris giulianettii \| \| \| \| \| \| Papuogryllacris gridellii \| \| \| \| \| \| Papuogryllacris leeuweni \| \| \| \| \| \| Papuogryllacris ligata \| \| \| \| \| \| Papuogryllacris manokwari \| \| \| \| \| \| Papuogryllacris obiensis \| \| \| \| \| \| Papuogryllacris parvolaminata \| \| \| \| \| \| Papuogryllacris piceicollis \| \| \| \| \| \| Papuogryllacris purarica \| \| \| \| \| \| Papuogryllacris rammei \| \| \| \| \| \| Papuogryllacris trianguligera \| \| \| \| \| \| Papuogryllacris vidua \| \| \| \| |
|                 | \| \| Papuogryllacris adoxa \| \| \| \| \| \| Papuogryllacris armata \| \| \| \| \| \| Papuogryllacris biroi \| \| \| \| \| \| Papuogryllacris circumdata \| \| \| \| \| \| Papuogryllacris diluta \| \| \| \| \| \| Papuogryllacris dimidiata \| \| \| \| \| \| Papuogryllacris doriae \| \| \| \| \| \| Papuogryllacris gestri \| \| \| \| \| \| Papuogryllacris giulianettii \| \| \| \| \| \| Papuogryllacris gridellii \| \| \| \| \| \| Papuogryllacris leeuweni \| \| \| \| \| \| Papuogryllacris ligata \| \| \| \| \| \| Papuogryllacris manokwari \| \| \| \| \| \| Papuogryllacris obiensis \| \| \| \| \| \| Papuogryllacris parvolaminata \| \| \| \| \| \| Papuogryllacris piceicollis \| \| \| \| \| \| Papuogryllacris purarica \| \| \| \| \| \| Papuogryllacris rammei \| \| \| \| \| \| Papuogryllacris trianguligera \| \| \| \| \| \| Papuogryllacris vidua \| \| \| \| |
|                 | Papuogryllacris adoxa |
|                 | |
|                 | Papuogryllacris armata |
|                 | |
|                 | Papuogryllacris biroi |
|                 | |
|                 | Papuogryllacris circumdata |
|                 | |
|                 | Papuogryllacris diluta |
|                 | |
|                 | Papuogryllacris dimidiata |
|                 | |
|                 | Papuogryllacris doriae |
|                 | |
|                 | Papuogryllacris gestri |
|                 | |
|                 | Papuogryllacris giulianettii |
|                 | |
|                 | Papuogryllacris gridellii |
|                 | |
|                 | Papuogryllacris leeuweni |
|                 | |
|                 | Papuogryllacris ligata |
|                 | |
|                 | Papuogryllacris manokwari |
|                 | |
|                 | Papuogryllacris obiensis |
|                 | |
|                 | Papuogryllacris parvolaminata |
|                 | |
|                 | Papuogryllacris piceicollis |
|                 | |
|                 | Papuogryllacris purarica |
|                 | |
|                 | Papuogryllacris rammei |
|                 | |
|                 | Papuogryllacris trianguligera |
|                 | |
|                 | Papuogryllacris vidua |
|                 | |